# Ерік Б'єркум
Ерік Б'єркум (норв. Erik Bjørkum, 26 лютого 1965) — норвезький яхтсмен.
Срібний призер Олімпійських Ігор 1988 року в класі Летючий голандець.